# 岩田恭明
岩田 恭明（いわた やすあき）は任天堂に所属していたゲーム音楽作曲家。
入社後は任天堂情報開発本部(現・企画制作本部)へ配属された。処女作は『スーパーマリオ 3Dワールド』で、その後『マリオカート8』や『ARMS』を共作。『ゼルダの伝説 ブレス オブ ザ ワイルド』や『あつまれ どうぶつの森』などの作品でメインコンポーザーを担当した。
2023年7月をもって任天堂を退社したことを発表した。

## 主な担当作品
任天堂
- スーパーマリオ 3Dワールド（横田真人、近藤浩治らと共同）
- マリオカート8/デラックス（藤井志帆、永松亮らと共同）
- ゼルダの伝説 ブレス オブ ザ ワイルド（片岡真央、若井淑らと共同）
- ARMS（朝日温子と共同）
- 大乱闘スマッシュブラザーズ SPECIAL（共同、編曲）
- あつまれ どうぶつの森（高橋優海、永田しのぶらと共同）

フリーランス
- HYKE:Northern Light(s)（共同）